# Phokion
Phokion (altgriechisch Φωκίων Phōkíōn, lateinisch Phōciōn; * um 402/401 v. Chr.; † 318 v. Chr. in Athen) war ein athenischer Politiker und Feldherr.

## Leben
Über die Herkunft des Phokion ist wenig bekannt. Er wurde als Sohn des Phokos (Φώκος) geboren, welcher möglicherweise Mörserkeulenhersteller war, und somit gehörte die Familie wahrscheinlich zur Oberschicht. Der junge Phokion genoss eine ordentliche Ausbildung und war Schüler des Platon. Nachdem er ausgelernt hatte, schloss er sich Chabrias (Χαβρίας) von Aixone an und profitierte von dessen politischem und militärischem Wissen.
Phokion zeichnete sich erstmals 376 v. Chr. in der Seeschlacht bei Naxos aus, welche die erste und einzige gemeinsame Unternehmung von Chabrias und ihm war. Daraufhin bekam er seine ersten Aufträge von Chabrias, und als eigenständigen Feldherrn findet man ihn dann in Asien und Zypern, einmal für, ein andermal gegen den persischen Großkönig.
Bedroht durch eine antiathenische und promakedonische (somit auch prophilippinische) „Kampagne“ durch den Tyrannen Kleitarchos und Philipp II., sandte Plutarch, der Tyrann der Stadt Eretria auf Euböa, 349 oder 348 v. Chr. ein Hilfegesuch an Athen. Trotz widriger Umstände gelang Phokion ein Sieg, jedoch war die Situation anders als erwartet, da Plutarch ihm in den Rücken gefallen war. Auch wenn es zunächst den Anschein macht, waren die Qualitäten des Phokion als militärischer Führer zwar besser als die seiner Nachfolger, aber ruhmreich waren sie ebenfalls nicht. Seine große Leistung, das Misstrauen gegenüber Plutarch durchzusetzen, spricht zwar für seine rednerischen und politischen, nicht aber für seine militärischen Erfolge.
Eine Gruppe von Oligarchen versuchte, die Herrschaft über Megara zu bekommen und knüpften deshalb Kontakte zu Philipp II. Daraufhin sandte Phokion ein Heer aus und kam den Bewohnern der Stadt zu Hilfe.
Das Heer von Philipp II. belagerte um 340 v. Chr. Perinth und Byzantion, seinen einstigen Verbündeten, woraufhin Demosthenes eine athenische Kriegserklärung herausgab. Phokion als Stratege gelang es, in Byzantion Einlass zu finden, dessen Verteidigung von seinem Freund Leon geleitet wurde, und bewies wieder einmal seine diplomatischen und politischen Fähigkeiten. Diese Streitigkeiten gipfelten in der Schlacht von Chaironeia.
Phokion wird als tüchtig und unbestechlich beschrieben, doch fehlte es ihm an großen Zielen. Nachdem die verbündeten Griechen 322 v. Chr. bei Krannon geschlagen worden waren und Antipater gegen Athen rückte, war Phokion einer der Friedensunterhändler und stand nach der völligen Niederwerfung der attisch-demokratischen Partei mit an der Spitze Athens.
Kurz danach überwarfen sich die beiden makedonischen Machthaber Polyperchon und Kassander. Jener unterstützte die griechische Demokratie, und weil Phokion die Besetzung des Peiraieus durch die Truppen Kassanders zugelassen hatte, wurde er im Mai 318 v. Chr. in Athen zum Tode durch Gift verurteilt.
Phokion wurde 45 Mal zum Strategen gewählt und war somit mit einigen Unterbrechungen von 371/70 bis 319/18 eingesetzt. Phokions militärische Aktionen in Bezug auf seine Amtsjahre als Stratege stehen in einer atypischen Relation für diese Zeit.

## Bewertung
Die Politik des Phokion würde heutzutage zur Realpolitik zählen. Phokion hielt sich stets an die gegebenen Bedingungen und Möglichkeiten. Durch Rücksicht gelang es Phokion, in den Bundesgenossen „Partner“ zu sehen, und er baute sich so bei den Griechen ein großes Vertrauen auf, was seine häufigen Wiederwahlen untermauert – wahrscheinlich gehörte er zur Gruppe der Konservativen.